# Język tai daeng
Język tai daeng – język z grupy języków tajskich, używany przez 105 tys. osób, tzw. Czerwonych Tajów, w Wietnamie (w tym 25 tys. w Laosie). Zapisywany jest pismem tai viet.